# Agencia de Seguridad Nacional Salvadoreña
La Agencia de Seguridad Nacional Salvadoreña (ANSESAL) fue un servicio de inteligencia de El Salvador de los años sesenta.

## Historia
La agencia fue fundada en 1962 por José Alberto Medrano. Cuando fue fundada se llamó Agencia Especial de Inteligencia. Lo hizo con la ayuda de Estados Unidos.
En 1965 esa agencia fue transferida del Ministerio de Defensa a la Casa Presidencial, donde esta vino a ser la Agencia Salvadoreña de Inteligencia. En 1967, fue adoptado el nombre conocido de ANSESAL y el director de esa agencia sirvió como un consejero del presidente en asuntos de seguridad interna.
El principal trabajo de ANSESAL fue colectar información de inteligencia de los grupos de izquierda y sus actividades. Su sección de operaciones condujo interrogaciones e investigaciones y trabajo en contrainteligencia y propaganda e intercambió información con la Guardia Nacional, la Policía Nacional y ORDEN.
La agencia ANSESAL fue seriamente señalada por la opinión pública, tanto fuera como dentro de El Salvador, por abusos a los derechos humanos. Eso causó a que se declarase la disolución de esa organización por la Junta Revolucionaria de Gobierno el 12 de noviembre de 1979 como una de las primeras acciones de ese nuevo gobierno.